# 浅水湖
浅水湖位于中国西藏自治区那曲市双湖县境内，地处双湖县中部，北与多格错仁相邻，两湖最近处仅200米。湖面海拔4829米，面积12.2平方公里。湖区年均气温-6℃，年降水量150～200毫米。有两条时令河从南岸入湖，集水区面积60平方公里。